# Walchsee
Walchsee – gmina w zachodniej Austrii, w kraju związkowym Tyrol, w powiecie Kufstein. Według Austriackiego Urzędu Statystycznego liczyła 1852 mieszkańców (1 stycznia 2015).

## Współpraca
- Warburg, Niemcy